# Поссони, Стефан
Стефан Томас Поссони (англ. Stefan Thomas Possony; 15 марта 1913, Вена — 26 апреля 1995, Лос-Альтос) — американский учёный-экономист, философ, политолог и военный стратег австрийского происхождения. Один из разработчиков Стратегической оборонной инициативы («Звёздные войны»). Идеолог либерализма, антинацист, антикоммунист.

## Уход из Европы
В 1930 году окончил курс истории и экономики Венского университета. Приобрёл степень доктора философии. С юности был убеждённым либералом, придерживался идей Австрийской школы. Служил в министерстве иностранных дел Австрии. Участвовал в попытках противодействия гитлеровскому аншлюсу.
После аншлюса эмигрировал в Чехословакию. После нацистской оккупации Чехословакии перебрался во Францию. Занимался пропагандой либеральных идей. В конце августа 1938 года участвовал в коллоквиуме Уолтера Липпмана, на котором обсуждались пути возрождения классического либерализма. Был советником министерства иностранных дел Франции, консультантом французских вооружённых сил по психологической подготовке военнослужащих. Убеждал в необходимости антигитлеровской мобилизации французского общества и государства. Опубликовал на французском языке работу L’économie de la guerre totale — «Экономика тотальной войны»
После нацистской оккупации Франции был арестован гестапо, но сумел бежать через Алжир в США. Поступил на службу в американскую военно-морскую разведку. Получил должность в Принстонском университете, работал с Дейлом Карнеги. Стал профессором Гуверовского института. Возглавлял Центр международных политических исследований. Специализировался на вопросах идеологической борьбы, глобальной разведки и контрпропаганды.

## Стратег Холодной войны
В 1964 году Поссони опубликовал работу Lenin: The Compulsive Revolutionary («Ленин: принуждение революции»). Участвовал в подготовке стратегических докладов. Важное значение имела его работа являлась The Strategy of Technology («Стратегия технологии»), написанная в соавторстве с Джерри Пурнелем и Фрэнсисом Кейном. Поссони написал целый ряд аналитических трактатов и литературно-философских эссе. Соавтором Поссони регулярно выступал его друг, известный писатель-фантаст Пурнель.
Разрабатывал концепцию «гарантированного выживания» — сохранения национального потенциала при угрозе ядерного удара СССР. Поддерживал проекты стратегической обороны. Как старший научный сотрудник Гуверовского института, в 1980 году Поссони разрабатывал военно-космическую стратегию для команды Рональда Рейгана. В 1982—1985 годах участвовал в разработке программы СОИ, именно он считается её первоначальным автором.

Поссони был одним из главных архитекторов Стратегической оборонной инициативы. Стратегия технологии ввела понятие «гарантированного выживания» вместе «гарантированного уничтожения».

Джерри Пурнель

Стефан Поссони формально не имел военного образования. Однако философская, экономическая, историческая, психологическая и политологическая подготовка делала его компетентным стратегом Холодной войны, востребованным в военных кругах. Особое внимание Поссони уделял проблематике психологической — шире: «смысловой» — войны и её технологического обеспечения. Отдельно занимался также оперативной доктриной повстанческих движений — People’s War (Народная война).
Поссони являлся видной фигурой Всемирной антикоммунистической лиги. Он активно способствовал вступлению в ВАКЛ американского Совета за мировую свободу. Однако Поссони резко негативно относился не только к коммунизму, но и к нацизму. Это привело конфликту Поссони с некоторыми латиноамериканскими отделениями ВАКЛ, особенно мексиканским и боливийским. Неофашисты обвиняли Поссони в пропаганде сионизма. Но его авторитет в правых кругах США не был этим подорван.
Последовательно либеральные убеждения Стефана Поссони делали его непримиримым противником любого тоталитаризма, как «правого», так и «левого».

## Семья
Регина Гольбиндер, жена Стефана Поссони, после прихода Гитлера к власти вместе со своим отцом-коммунистом бежала из Германии в СССР. Была репрессирована и отправлена в ГУЛАГ. Будучи лично знакома с Альбертом Эйнштейном, из лагеря вступила с ним в переписку. Получила от Эйнштейна продуктовую посылку.
Стефан Поссони скончался после тяжёлой болезни в возрасте 82 лет. Джерри Пурнель считал, что последние десять лет жизни Стефана были заслугой Регины. У них была дочь Андреа Росс. Стефан Поссони имел также сестру Кристу.